# NGC 4755
NGC 4755, aussi nommé l'amas de Kappa Crucis et surnommé la Boîte à bijoux, est un jeune amas ouvert situé dans la constellation de la Croix du Sud. Il a été découvert par l'astronome français Nicolas-Louis de Lacaille en 1751.
Selon la classification des amas ouverts de Robert Trumpler, cet amas renferme plus de 100 étoiles (lettre r) dont la concentration est forte (I) et dont les magnitudes se répartissent sur un grand intervalle (le chiffre 3). Le catalogue indique la même classification, mais il ajoute :a, indiquant que l'amas ne contient pas d'étoiles de type spectral plus chaud que B8.

## Observation

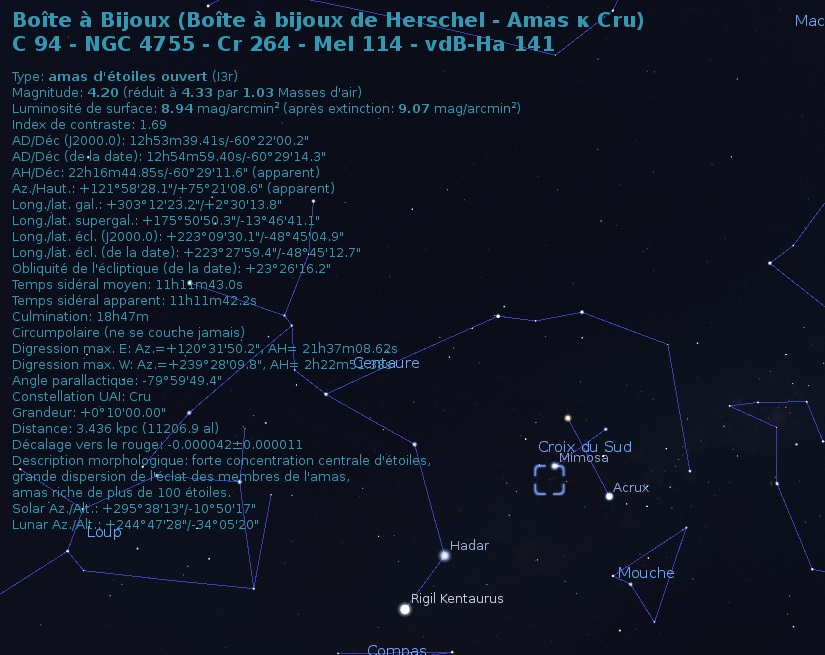
Localisation de NGC 4755 dans la constellation de la Croix du Sud. (Stellarium)

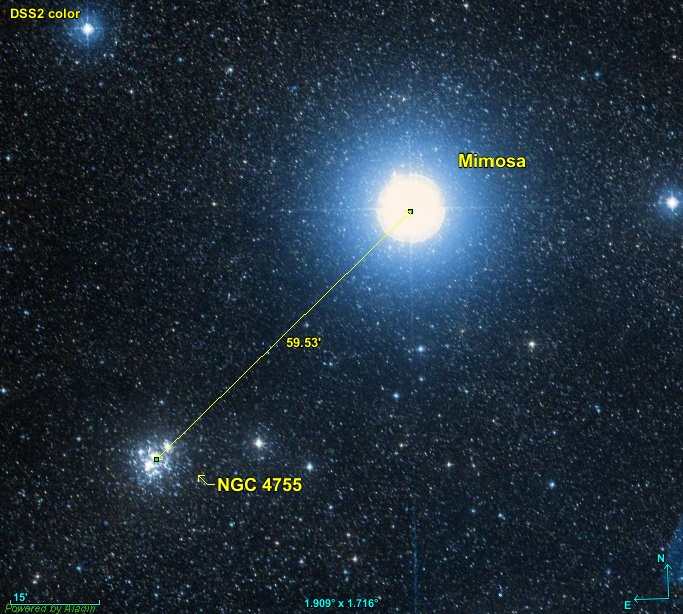
Position de NGC 4755 par rapport à Mimosa (β Cru) de la Croix du Sud.

NGC 4755 est situé à environ 1,0 degré au sud-est de Mimosa (β Cru).

## Histoire

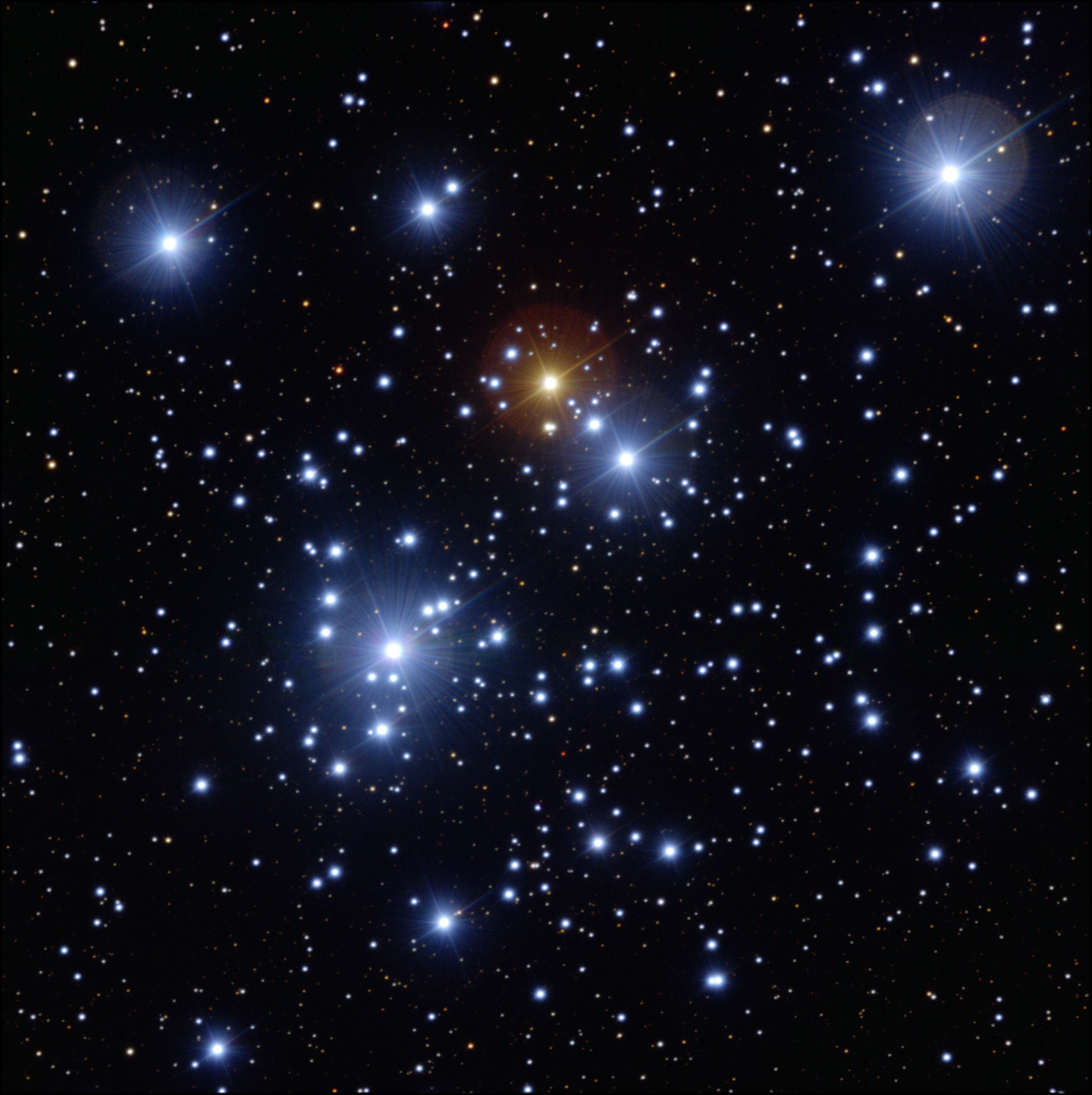
NGC 4755 imagé par le Très Grand Télescope (VLT) de l'ESO.

La Boîte à bijoux a été découverte par l'abbé Louis de Lacaille (1713-1762) lors d'un voyage en Afrique du Sud (1751-1752). Cependant, les Africains l'ont sans doute remarqué bien avant les européens. C'est John Herschel (1792-1871) qui nomma cet amas, en référence aux éclats multicolores des étoiles comparables à une collection de pierres précieuses.

## Caractéristiques

### Distance
La base de données Simbad indique cinq valeurs de la parallaxe de l'amas, mesurées par le satellite Gaia et provenant de récentes publications (2018 à 2021), soit 0,473 ± 0,026 mas, 0,464 ± 0,046 mas, 0,462 ± 0,044 mas, 0,462 ± 0,002 mas et 0,462 ± 0,044 mas. La moyenne de ces cinq valeurs et de leurs incertitudes sont 0,464 6 ± 0,032 4 mas ce qui correspond à une distance de 2 152+161
−140 pc.

### Taille
En utilisant les plus grandes valeurs de la dimension apparente et de la distance, on obtient la taille maximale de l'amas, soit 21,03 al. De même, pour calculer la taille minimale de l'amas, il faut utiliser les plus petites valeurs de la dimension apparente et de la distance. On obtient une valeur de 14,89 al. De ces deux valeurs, on déduit que la taille de l'amas est égale à 18,0 ± 3,1 al.

### Vitesse
Simbad indique quatre valeurs très différentes de la vitesse pour cet amas, soit −14,73 ± 15,23 km/s, −14,20 ± 3,15 km/s, −9,50 ± 0,51 km/s et −20,0 ± 0,7 km/s.

### Métallicité
Simbad indique une seule valeur de la métallicité de l'amas, soit 0,060. Selon cette valeur, le pourcentage d'éléments lourds (plus lourd que l'hydrogène et l'hélium) de cet amas est de 115% (10+0,060) de celui du Soleil.

### Âge
La base de données WEBDA et le catalogue Lynga indiquent log10 = 7,216, soit un âge de 107,216 = 16,4 Ma.

### Mouvement propre
Simbad indique sept couples de valeurs pour le mouvement propre de l'amas, dont cinq provenant d'articles publiés entre 2018 et 2021 sont très semblables. Les deux autres provenant d'articles publiés en 2014 et 2018 sont totalement différents. Les valeurs de ces couples en ascension droite et en déclinaison sont :
- −4,697 ± 0,118 mas/an et −1,083 ± 0,125 mas/an[10]
- −4,643 ± 0,136 mas/an et −1,128 ± 0,137 mas/an[11]
- −4,647 ± 0,132 mas/an et −1,134 ± 0,134 mas/an[12]
- −4,647 ± 0,005 mas/an et −1,134 ± 0,006 mas/an[7]
- −4,647 ± 0,132 mas/an et −1,134 ± 0,134 mas/an[13]
- −2,632 ± 0,458 mas/an et −1,370 ± 0,482 mas/an[15]
- −2,900 ± 4,590 mas/an et −0,990 ± 4,420 mas/an[18]

Le mouvement propre moyen obtenu des cinq premiers couples en ascension droite et en déclinaison est égal à −4,656 ± 0,105 mas/an et −1,123 ± 0,107 mas/an.

## Étoiles

### Propriétés, distance et coordonnées
Simbad montre aussi un bouton nommé Children. En cliquant sur ce bouton, on atteint une section de cette base de données qui renferme un tableau contenant 716 entrées pour NGC 4755. Cependant, des étoiles (les Children) peuvent apparaître plusieurs fois dans la deuxième colonne du tableau, d'où le nombre de liens bibliographiques qui est supérieure au nombre d'étoiles. La quatrième colonne de ce tableau indique la probabilité que l'étoile appartienne à l'amas. En cliquant sur le titre de cette colonne, on peut classer la probabilité par ordre croissant ou décroissant. En cliquant sur la désignation de l'étoile, on atteint la page de Simbad qui résume ses propriétés.
Simbad permet d'accéder aux premières 20 étoiles de l'amas en utilisant la requête NGC 4755 NUM, ou NUM est un nombre de 1 à 20. Le tableau ci-dessous, classé par ordre croissant de distance, résume les propriétés de ces étoiles. On constate que les deux premières étoiles sont trop rapprochées pour être membres de l'amas. Quant aux deux dernières, c'est leur mouvement propre trop différent qui les disqualifies. La distance moyenne des 14 autres est de 2 124 ± 144 pc et leur mouvement propre en ascension droite et déclinaison sont respectivement égaux à −4,738 ± 0,179 mas/an et −1,016 ± 0,148 mas/an.
| Num # | Nom                      | α                 | δ                 | type    | P (mas)         | d (pc)        | μα* (mas/an) | μδ* (mas/an) | mV     | Rem      |
| ----- | ------------------------ | ----------------- | ----------------- | ------- | --------------- | ------------- | ------------ | ------------ | ------ | -------- |
| #15   | NGC 4755 15              | 12h 54m 14,3973s  | -60° 20′ 30,3441″ |         | 0,9327 ± 0,0124 | 1072 ± 14     | -9,954       | 0,371        | 13,241 | Nm       |
| #18   | CPD-59 4553              | 12h 53m 46,54,60s | -60° 22′ 18,3704″ |         | 0,5347 ± 0,024  | 1870+88 -80   | -4,546       | -1,127       | 9,58   | Nm       |
| #8    | CPD-59 4540              | 12h 53m 21,8944s  | -60° 19′ 42,5611″ | B3V     | 0,5143 ± 0,0138 | 1944+54 -51   | -4,728       | -0,762       | 10,035 | Be       |
| #7    | CD-59 4454               | 12h 53m 20,6735s  | -60° 23′ 16,8435″ | B1V     | 0,511 ± 0,0169  | 1957+67 -63   | -4,910       | -1,004       | 9,74   | B. C. C. |
| #6    | CPD-59 4564              | 12h 53m 21,8944s  | -60° 19′ 42,5611″ | B2III   | 0,5068 ± 0,0143 | 1973+57 -54   | -4,738       | -1,179       | 9,06   | B. C.    |
| #2    | Kappa Crucis HD 111973   | 12h 53m 48,9198s  | -60° 22′ 34,4698″ | B5I     | 0,5061 ± 0,0489 | 1976+211 -174 | -5,197       | -0,984       | 5,97   | Bin/spec |
| #11   | CPD-59 4530              | 12h 53m 22,5904s  | -60° 23′ 47,6244″ | B6V     | 0,4973 ± 0,0216 | 2011+91 -84   | -4,684       | -1,018       | 5,97   | Be       |
| #19   | NGC 4755 19              | 12h 53m 47,2558s  | -60° 22′ 20,0263″ |         | 0,486 ± 0,0162  | 2058+71 -66   | -4,726       | -1,228       | 9,587  |          |
| #9    | CPD-59 4550              | 12h 53m 46,9936s  | -60° 18′ 35,6566″ | B1.5Vn  | 0,4810 ± 0,0152 | 2079+68 -64   | -4,608       | -1,117       | 10,29  | B. C.    |
| #5    | CPD-59 4552              | 12h 53m 46,4935s  | -60° 24′ 12,4194″ | B1III   | 0,4754 ± 0,016  | 2103+73 -68   | -4,711       | -0,849       | 8,24   |          |
| #16   | NGC 4755 16              | 12h 54m 17,6754s  | -60° 19′ 50,6763″ |         | 0,4741 ± 0,0129 | 2109+59 -56   | -4,591       | -1,119       | 13,392 |          |
| #13   | NGC 4755 13              | 12h 53m 18,11714s | -60° 18′ 49,6565″ | B8III-V | 0,4655 ± 0,0125 | 2148+59 -56   | -4,747       | -0,914       | 12,62  |          |
| #4    | CV* DU Crucis CD-59 4459 | 12h 53m 41,33485s | -60° 20′ 57,9647″ | M2-Iab  | 0,4563 ± 0,0208 | 2192+105 -96  | -4,742       | -1,163       | 7,66   | S Ge R   |
| #20   | HD 111613 DS Crucis      | 12h 51m 17,9760s  | -60° 19′ 47,2404″ | B9.5Iab | 0,4534 ± 0,0296 | 2206+154 -135 | -4,634       | -0,939       | 5,70   | S Ge     |
| #10   | CPD-59 4537              | 12h 53m 25,9414s  | -60° 20′ 47,9788″ | B2V     | 0,4467 ± 0,0283 | 2239+151 -133 | -4,698       | -1,174       | 10,99  |          |
| #1    | HD 111904                | 12h 53m 21,8944s  | -60° 19′ 42,5611″ | B9Iab   | 0,4436 ± 0,031  | 2254+169 -147 | -4,356       | -1,121       | 5,75   | Et var   |
| #12   | NGC 4755 12              | 12h 53m 23,1507s  | -60° 18′ 35,8484″ | B8:V    | 0,443 ± 0,0159  | 2257+84 -78   | -4,825       | -0,897       | 12,027 |          |
| #3    | HD 111990                | 12h 53m 59,7993s  | -60° 20′ 07,2103″ | B1.5I+  | 0,4029 ± 0,0279 | 2482+185 -161 | -4,916       | -0,786       | 6,78   | S Ge B   |
| #14   | NGC 4755 14              | 12h 54m 11,430s   | -60° 20′ 34,25″   |         | ?               | ?             | -5,040       | -8.040       | 12,993 | Nm       |
| #17   | NGC 4755 17              | 12h 54m 12,125s   | -60° 19′ 44,19″   |         | ?               | ?             | -0,960       | -1.510       | 12,993 | Nm       |

- Nm = Non membre
- Be = Étoile Be
- B. C. C. = Candidate au titre de variable pulsante de type Beta Cephei
- B. C. =étoile variable de type Beta Cephei
- Bin/spec = Binaire spectroscopique
- S Ge R = Supergéante rouge
- S Ge B = Supergéante bleue
- S Ge = Supergéante
- Et var = Étoile variable

### Membres remarquables
La partie centrale de l'amas est marquée par des étoiles brillantes formant un astérisme en forme de « A ».

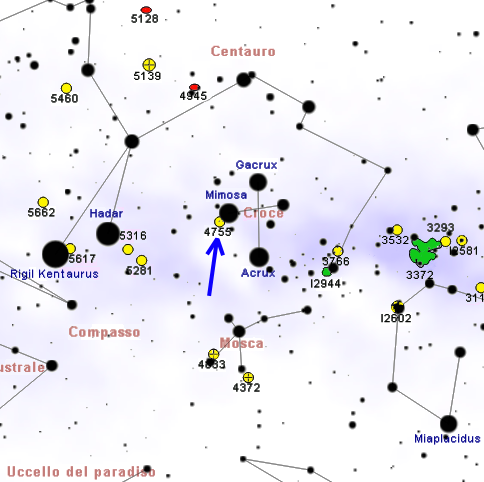
NGC 4755 dans la Constellation de la Croix du Sud

La pointe supérieure de cet astérisme est HD 111904 (HR 4887, HIP 62894), une supergéante variable de type B9Iab. C'est le membre le plus brillant de l'astérisme A avec une magnitude de 5,77. L'étoile la plus brillante de l'amas est la variable DS Cru (HD 111613, HR 4876), qui se situe bien au-delà de l'astérisme A. C'est une supergéante de type B9IAB. C'est aussi une variable de type α Cyg avec une magnitude moyenne de 5,741 et d'amplitude de variation d'environ 0,05. Kharchenko et ses collègues pensent qu'il s'agit d'un objet en avant plan. Cependant, les mesures effectuées par le satellite Gaia montrent que cette étoile est à une distance de 2254+169
-147, une distance semblable à celle de l'amas, et que son mouvement propre est semblable à celui de l'amas.
La barre du « A » est constituée d'une ligne de quatre étoiles. À droite (sud), se trouve BU Cru, une supergéante B2Ib de magnitude 6,84. C'est aussi une binaire à éclipses. Près d'elle se trouve BV Cru, une géante de type spectral OB et de magnitude égale à 8,60. C'est une étoile variable de type Beta Cephei. La suivante sur la ligne est DU Cru, une supergéante rouge de type spectral M2-Iab de magnitude égale à 7,66. L'amplitude de la variation de la magnitude est de 0,44. Aucune périodicité n'a pu être détectée dans la variation de la luminosité et elle a été classifiée comme une étoile variable irrégulière à longue période, ce qui indique qu'il s'agit d'une supergéante. La dernière des quatre est CC Cru, une géante B2III de magnitude 7,83. C'est une étoile variable ellipsoïdale.
Chacune des deux jambes de la base de l'astérisme est marquée par une étoile supergéante bleue. HD 111990 (HIP 62953) est de magnitude 6,78 et de type B1.5I+. La deuxième étoile est Kappa Crucis et sa magnitude est égale à 5,98. Son type spectral est B5I et il s'agit d'une binaire spectroscopique.
Selon Llorente et Morales-Durán, NGC 4755 renferme une étoile traînarde bleue, mais celle-ci n'est pas identifiée dans l'article.

## Galerie

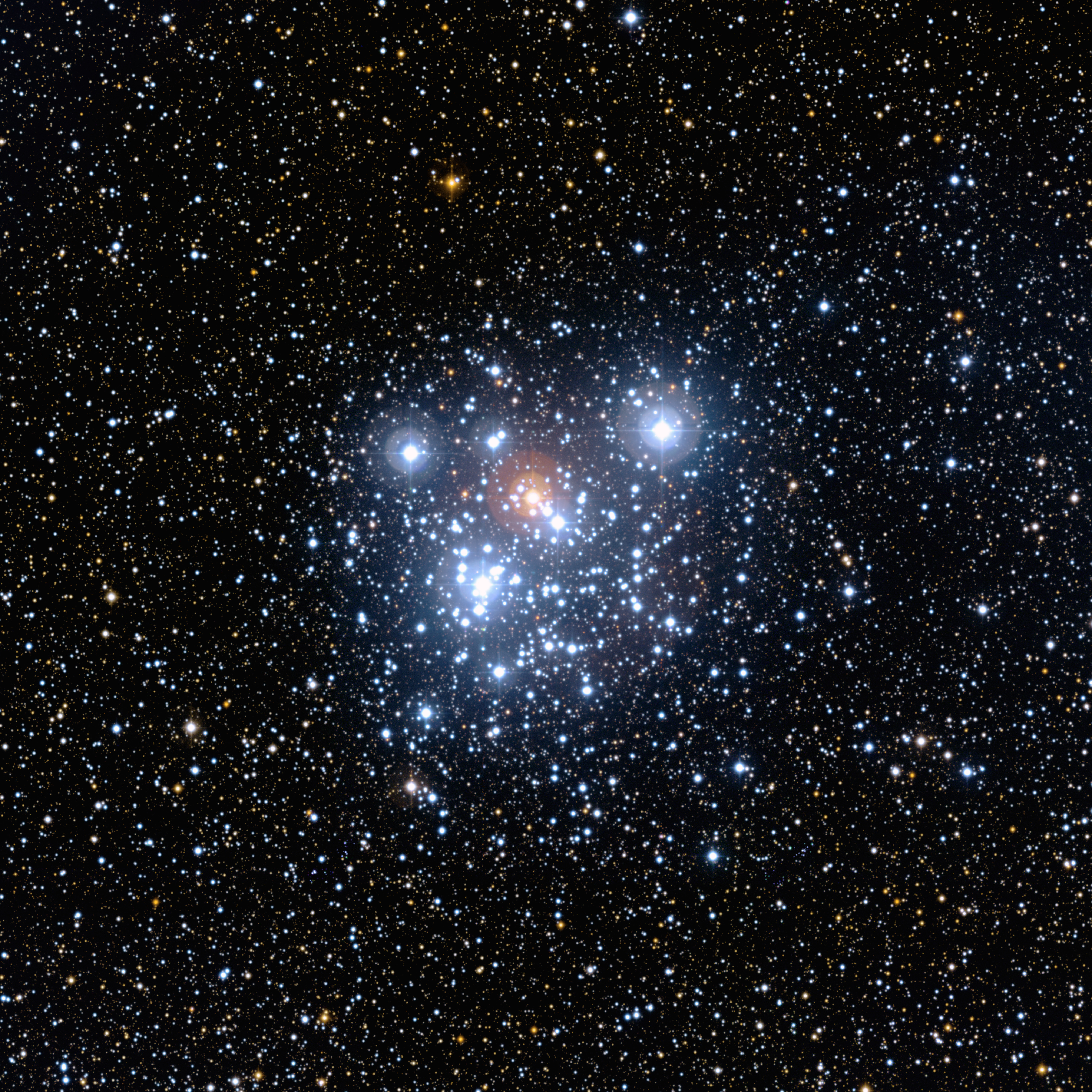
Image à grand champ de NGC 4755. (ESO)
L'étoile brillante en haut à droite de NGC 4755 est Mimosa, l'une des quatre étoiles de la Croix du Sud. (ESO)
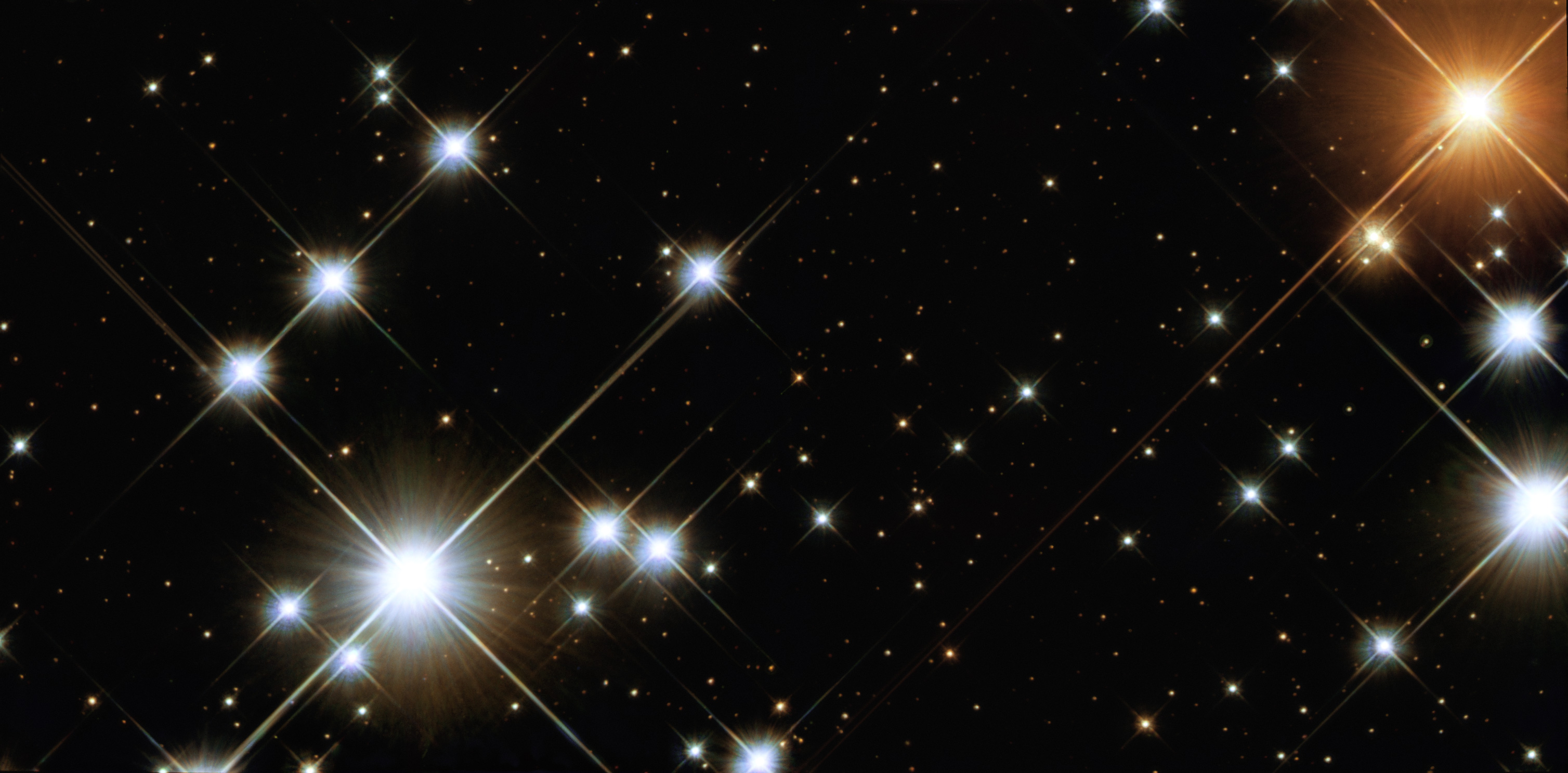
La Boîte à bijoux par le télescope spatial Hubble.
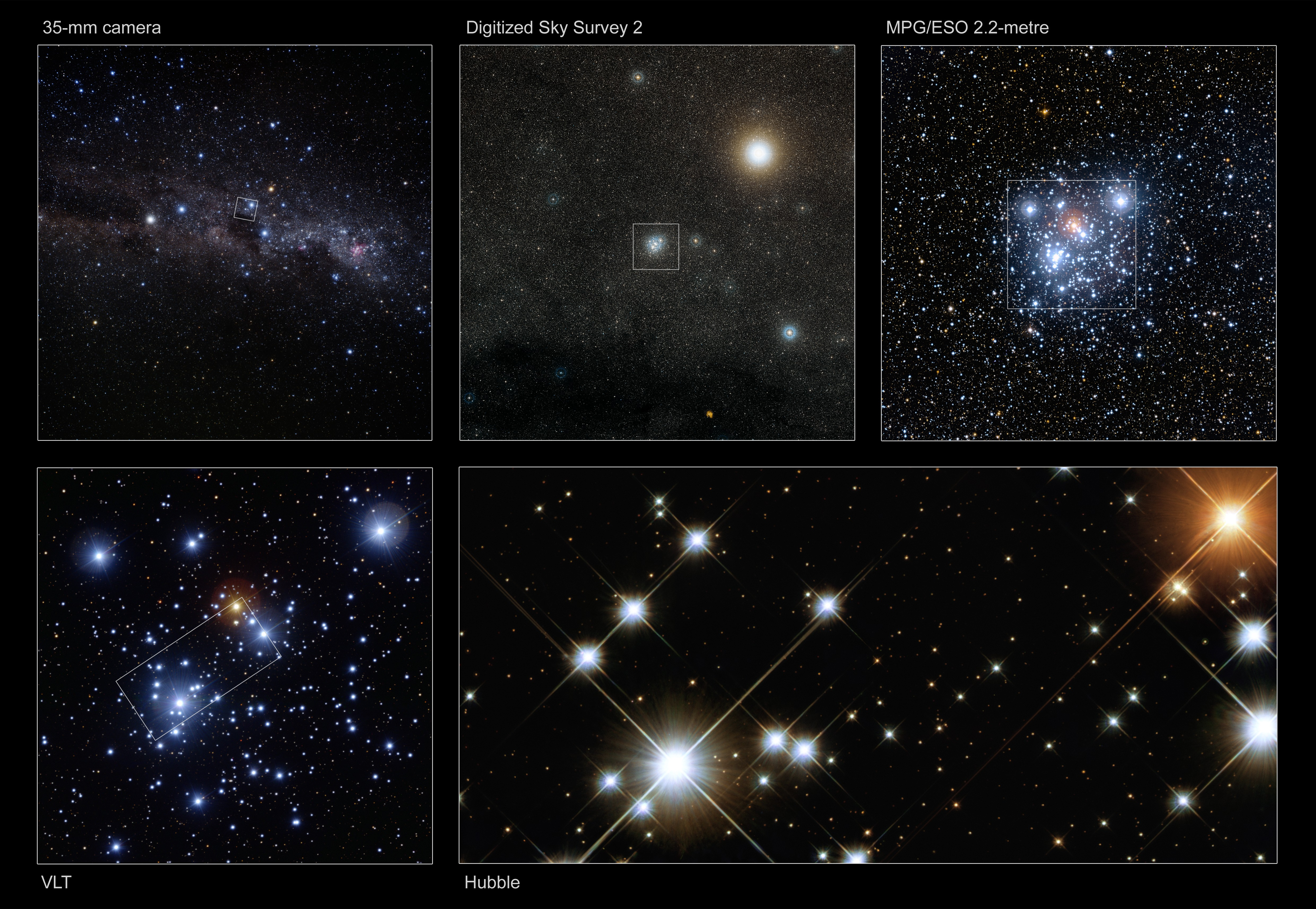
Plusieurs images de champ variable nous présentant la Boîte à bijoux.